# ماریا ماروی
ماریا ماروی (اسپانیایی: María Marull‎؛ زادهٔ ۲ آوریل ۱۹۷۳) بازیگر آرژانتینی است که جایزه مارتین فیرو برای بهترین نویسنده/فیلمنامه‌نویس را بابت نگارش فیلم‌نامهٔ «نمایش پیلارچیتا» که از تلویزیون عمومی آرژانتین پخش شد، دریافت کرد.
او یک خواهر دوقلو به نام پائولا دارد. شریک زندگی او دامیان سیفرون کارگردان فیلم است که از او دو دختر دارد.
از فیلم‌هایی که وی در آن‌ها نقش داشته است، می‌توان به قصه‌های وحشیانه، متبارک با آتش و قعر دریا اشاره نمود.